# Verteidigungsministerium
Das Verteidigungsministerium (in manchen Staaten Verteidigungssekretariat und anderes) ist die höchste Verwaltungsbehörde (ein Ministerium/Departement) für die Streitkräfte eines Staates und alle Angelegenheiten des Militärwesens. Der Leiter ist allgemein der Verteidigungsminister, vereinzelt auch anders genannt.
Früher überwiegend mit Kriegsministerium bezeichnet, waren diese Ministerien anfangs meist ein Heeresministerium (Armeeministerium) der Landstreitkräfte, sonst hießen diese Ministerien umfassender auch Militärministerien.
Sonderformen sind das Marineministerium und das Luftverteidigungsministerium speziell für diese Truppenkörper. Daneben treten noch andere militärische Ministerien hinzu, etwa das Rüstungsministerium als Sonderform des Wirtschaftsministeriums, oder das Veteranenministerium für soziale Angelegenheiten. Innere Sicherheit (einschließlich aller Einsatzkräfte) hingegen ist das typische Portefeuille eines Innenministeriums oder – auch zusammen mit Verteidigung – eines Sicherheitsministeriums.

## Zum Ressort
Oberster Feldherr war von alters her der jeweilige Herrscher, oder ein Angehöriger des Herrscherhauses, viele frühe Hochkulturen kannten auch das Konzept eines Kriegskönigs, dessen Amt in Friedenszeiten ruhte. Die Befehlshierarchie der Truppenkontingente war im Zuge des Feudalismus mit den Herrschafts- und politischen Funktionen strukturiert. Leitende Ministeriale/Beamte finden sich in Ostasien schon ab dem 6./7. Jahrhundert, und Europa ab der Frühen Neuzeit, sonst war der oberste Staatsdiener meist ein militärischer Befehlshaber (Feldmarschall, im Sinne des heutigen Generalstabschefs).
Seit dem 17./18. Jahrhundert, mit Ausbildung des modernen Staatswesens, wurde in vielen Ländern die für die Landstreitkräfte zuständige Stelle Kriegsministerium genannt, war also ein Armee-/Heeresministerium – die Seestreitkräfte (Kriegsflotte, Marineinfanterie und Anderes) unterstanden meist einem eigenen Marineminister. Ab Ende des 19. Jahrhunderts traten auch Stellen für die Luftstreitkräfte (Luftflotte, Flugabwehr, Luftraumüberwachung, und Verwandtes) hinzu.
Im Reichsministerium (Regierung) der Provisorischen Zentralgewalt 1848/1849 gab es einen Reichskriegsminister. Diesem gelang es allerdings nur bedingt, die Truppen der Einzelstaaten seinem Oberbefehl unterzuordnen.
Der Name Landesverteidigung findet sich deutsch schon 1867 beim k.k. Ministerium für Landesverteidigung. Nach dem Zweiten Weltkrieg war Krieg nicht mehr als Mittel der Politik legitimiert: Die Charta der Vereinten Nationen ließ den Einsatz von Streitkräften nur noch zur Verteidigung zu. Dementsprechend wurde die Bezeichnung in den meisten Ländern sukzessive in Verteidigungsministerium geändert.
Seit Ende des Kalten Kriegs tritt der Verteidigungsaspekt wieder zunehmend in den Hintergrund, und die Entwicklung geht in Richtung einer Eingreiftruppe auch im Ausland (wie sie etwa als UN-Missionen schon ab 1945 betrieben werden), sodass die Verteidigungsministerien auch kleinerer Staaten neben bi- und multilateraler Bündnispolitik wieder exterritoriale und geopolitische Agenden wahrnehmen.
In militärischer Hinsicht leitete ein Kriegsministerium entweder das gesamte Militärwesen einschließlich des Oberbefehls (wie seinerzeit in Frankreich) oder nur die Verwaltung (wie in Preußen). Die Befehlsgewalt über die Streitkräfte liegt heute im Allgemeinen beim Staatsoberhaupt oder beim Regierungschef.
Ein Sonderfall ist beispielsweise Deutschland, wo im Frieden und auch im Spannungsfall der Verteidigungsminister Oberbefehlshaber ist, der Regierungschef (Bundeskanzler) erst im Verteidigungsfall eintritt. In der Volksrepublik China ist das Ministerium ein reines politisches Verbindungsamt ohne Befehlsgewalt. In Australien ist das Verteidigungsdepartment ein Teil einer umfassenderen militärischen Gesamtorganisation. Neben dem Truppenkörper sind den Verteidigungsministerien meist auch der militärische diplomatische Dienst (Militärattachés) und die militärischen Geheimdienste unterstellt.

An der Spitze der Kriegsministerien stand meist ein hoher Offizier, heute werden in den meisten Staaten Zivilisten eingesetzt.
Eine militärische Führungsrolle ist bis heute eine klassische Männerdomäne, nur Regentinnen wie Maria Theresia von Österreich oder Victoria von Großbritannien und Irland waren nominelle Oberbefehlshaberinnen wie auch oberste politische Instanz in Kriegsfragen. Sonst finden sich in der langen Geschichte nur einige Dutzend Ministerinnen, erstmals im Sri Lanka und Indien der 1960er/70er, großteils in den letzten 15 Jahren, darunter inzwischen auch einige mit militärischem Rang. Wende 2013/14 etwa waren weltweit 15 Verteidigungsministerinnen im Amt, immerhin knapp unter 10 %.
In fast allen Ländern der Erde ist das Verteidigungsministerium eine rein militärische Behörde, Ausnahmen bilden etwa Bolivien, Österreich und die Schweiz, wo das Ministerium auch für zivile Angelegenheiten zuständig ist (Bolivien und Schweiz: Katastrophenschutz, seit einigen Jahren Schweiz sowie Österreich von 2009 bis 2018: Sport). In einigen kleineren Staaten untersteht das Verteidigungsressort einem gemeinsamen Ministerium, das auch für innere Sicherheit (Polizei, Grenzschutz, Justizwache, Zivilschutz u. ä.) zuständig ist.

## Liste

### Liste der aktuellen Verteidigungsministerien
kurz: Abkürzung (international ist englisch MoD, Ministry of Defence durchwegs üblich)
seit: Behörde besteht so seit / gegründet: eigenständiges Portefeuille geschaffen
Leiter: Titel des Amtes, allfällig Link auf eine Liste (Spalte sortiert nach Amts- und Ressortbezeichnung)
Stand: 1/2014
| Land                    | Behörde | kurz                  | seit        | Anmerkungen | Leiter |
| ----------------------- | --- | --------------------- | ----------- | --- | --- |
| Albanien                | Ministria e Mbrojtjes | MM                    | 1912        | | Ministër e Mbrojtjes |
| Antigua und Barbuda     | Ministry of National Security and Labour | ?                     | ?           | Portefeuilles: nationale Sicherheit (innere wie äußere) und Arbeit                                                                                      | Minister of National Security |
| Argentinien             | Ministerio de Defensa | MINDEF                | 1958        | | Ministro de Defensa |
| Armenien                | Պաշտպանության նախարարությունը Paschtpanutjan nachararutjunj (Ministry of Defense) | [ՀՀ] ՊՆ / [ARM] MOD   | 1992        | | պաշտպանության նախարար Paschtpanutjan nacharar                                                                                                 |
| Aserbaidschan           | Müdafiə Nazirliyi | ?                     | 1991        | | Müdafiə naziri |
| Australien              | Department of Defence | DOD                   | 1901        | ist zivile Abteilung der Australian Defence Organisation (ADO)                                                                                          | Minister for Defence (MoD); Secretary of the Department of Defence (SECDEF); Assistant Minister for Defence                                   |
| Bahamas                 | Ministry of National Security | ?                     | ?           | Portefeuille: nationale Sicherheit (innere wie äußere)                                                                                                  | Minister of National Security, Minister of State in the Ministry of National Security                                                         |
| Belgien                 | Ministerie van Landsverdediging / Ministère de la Défense (Belgische Defensie/Défense Belge) | –                     | 1920 (2002) | | Minister van Landsverdediging / Ministre de la Défense                                                                                        |
| Belize                  | Ministry of National Security | ?                     | ?           | Portefeuille: nationale Sicherheit (innere wie äußere)                                                                                                  | Minister of National Security |
| Bolivien                | Ministerio de Defensa | MINDEF (?)            | ?           | mit Viceministerio de Defensa Civil (Zivilschutz) | Ministro de Defensa |
| Bosnien und Herzegowina | Министарство одбране Ministarstvo odbrane / Ministry of Defense | МО [БиХ] MO [BiH]     | 1996        | ? | |
| Brasilien               | Ministério da Defesa | MD                    | 1999        | | Ministro da Defesa |
| Bulgarien               | Министерство на отбраната Ministerstvo na otbranata | ?                     | 1990        | | министър на отбраната Ministar na otbranata                                                                                                   |
| Chile                   | Ministerio de Defensa Nacional | ?                     | 1932        | | Ministro de Defensa Nacional |
| Volksrepublik China     | 国防部 Guófángbù (Ministry of National Defense) | MOD                   | 1954        | keine Kommandobehörde | 国防部部长 / Guófángbù Bùzhǎng |
| Dänemark                | Forsvarsministeriet | FMN                   | 1905        | | Forsvarsminister |
| Deutschland             | Bundesministerium der Verteidigung (Bundesverteidigungsministerium) | BMVg                  | 1955        | | Bundesminister der Verteidigung |
| Ecuador                 | Ministerio de Defensa Nacional | –                     | 1935        | wird vom Ministerio Coordinador de Seguridad betreut | Ministro de Defensa Nacional |
| Estland                 | Kaitseministeerium | KMIN                  | 1991/92     | | Kaitseminister |
| Finnland                | Puolustusministeriö (Minister of Defence) | PLM / DefMin          | 1922        | | Puolustusministeri |
| Frankreich              | Ministère des Armées | MINARM                | 1948        | | Ministre des Armées |
| Griechenland            | Υπουργείο Εθνικής Άμυνας Ipurgeio Ethnikis Aminas / Ministry of Defense | ΥΠ.ΕΘ.Α. IPETHA / MOD | 1974        | | Υπουργός Εθνικής Άμυνας Ipurgos Ethnikis Aminas                                                                                               |
| Guatemala               | Ministerio de la Defensa Nacional | MINDEF                | 1945        | | Ministro de la Defensa Nacional |
| Haiti                   | Ministère de la Défense | MD                    | 2011        | | Ministre de la Défense |
| Indien                  | रक्षा मंत्रालय Raksha Mantralay / Ministry of Defence | MOD                   | 1947        | | रक्षा मंत्री Raksha Mantri / Minister of Defence; रक्षा राज्य मंत्री Raksha Rajya Mantri / Minister of State for Defence;                                 |
| Irak                    | وزارة الدفاع Wizārad al-Difa' (Ministry of Defense) | MOD                   | 2004        | | وزير الدفاع Wazir al-Difa' |
| Iran                    | وزارتخانه دفاع و پشتیبانی نیروهای مسلح جمهوری اسلامی ایران / Ministry of Defense and Armed Forces Logistics | MODAFL                | 1989        | Portefeuilles: Verteidigung und Militärlogistik | وزیران دفاع Vazir-e Difa' |
| Irland                  | Department of Defence / An Roinn Cosanta | ?                     | 1919        | dzt. unter dem Minister for Justice, Equality & Defence                                                                                                 | Minister for Defence / An tAire Cosanta; Minister of State at the Department of Defence                                                       |
| Israel                  | מִשְׂרַד הַבִּטָּחוֹן Misrad HaBitachon (Ministry of Defense) | משהב״ט MISHAB / MOD   | 1948        | | שר הביטחון Sar HaBitachon |
| Italien                 | Ministero della Difesa | –                     | 1947        | | Ministro della Difesa |
| Jamaika                 | – | ?                     | 2012?       | Agenden beim Defence Board und Ministry of National Security                                                                                            | Minister of Defence (dzt. in Person des Prime Minister)                                                                                       |
| Japan                   | 防衛省 Bōei-chō (Ministry of Defense) | MOD                   | 2007        | | 防衛大臣 Bōei-daijin |
| Kambodscha              | ក្រសួងការពារជាតិ (Ministry of National Defense) | ?                     | 1970        | | រដ្ឋមន្រ្តីក្រសួងការពារជាតិ |
| Kanada                  | Department of National Defence / Ministère de la Défense nationale | DND / MDN             | 1922/23     | | Minister of National Defence / Ministre de la Défense nationale                                                                               |
| Kasachstan              | қорғаныс министрлігі Qorğanıs Mïnïstrligi / Министерство обороны Ministerstwo Obrony / Ministry of Defence | MOD                   | 1992        | | қорғаныс министр Qorğanıs Mïnïstr / министр обороны Minister Obrony                                                                           |
| Kolumbien               | Ministerio de Defensa Nacional | MINDEF (?)            | 1965        | | Ministro de Defensa Nacional |
| Südkorea                | 국방부 Gukbang-bu (Ministry of National Defense) | MND                   | 1948        | | 국방부 장관 Gukbangbu Janggwan |
| Kroatien                | Ministarstvo obrane | MO [RH]               | 1990        | | Ministar obrane |
| Lettland                | Aizsardzības ministrija | AM / MOD              | 1991        | | Aizsardzības ministr |
| Litauen                 | Lietuvos Respublikos krašto apsaugos ministerija | LR KAM                | 1991        | | Krašto apsaugos ministras |
| Mali                    | Ministère de la Défense et des Anciens Combattants | ?                     | ?           | Portefeuilles: Verteidigung und Veteranen; Neustrukturierung                                                                                            | Ministre de la Défense et des Anciens Combattants                                                                                             |
| Malta                   | Ministry for Home Affairs and National Security | MHAS                  | ?           | Portefeuilles: Inneres und nationale Sicherheit (einschliesslich Verteidigung)                                                                          | Minister for National Security |
| Mexiko                  | Secretaría de la Defensa Nacional | SEDENA                | 1937        | | Secretarío de la Defensa Nacional |
| Montenegro              | Министарство одбране Ministarstvo odbrane / Ministry of Defense | МО [ЦГ] MO [CG] / MOD | 2012        | | Министар одбране Ministar odbrane |
| Namibia                 | Ministry of Defence | MOD                   | ?           | | Minister of Defence |
| Neuseeland              | Ministry of Defence (Manatū Aorere) | MOD [NZ]              | 1884        | | Minister of Defence; Secretary of Defence (Sec Def)                                                                                           |
| Niederlande             | Ministerie van Defensie | –                     | 1956        | | Minister van Defensie |
| Nordmazedonien          | Министерство за Одбран Ministerstvo za Odbran / Ministria e Mbrojtjes / Ministry of Defense | МО [РМ] MO [RM] / MM  | 1991        | | Министер за Одбран Minister za Odbran / Ministër e Mbrojtjes                                                                                  |
| Norwegen                | Forsvarsdepartementet | FD                    | 1885        | | Sjef for Forsvarsdepartementet (Forsvarssjef, Forsvarsminister)                                                                               |
| Österreich              | Bundesministerium für Landesverteidigung | BMLV                  | 2018        | | Bundesminister für Landesverteidigung (Verteidigungsminister)                                                                                 |
| Osttimor                | Verteidigungsministerium Osttimors (Ministériu Defeza; Ministério da Defesa) | MD                    | 1975/2005   | zeitweise vereint mit dem Ressort innere Sicherheit | Minister für Verteidigung (Verteidigungsminister)                                                                                             |
| Pakistan                | وزارت دفاع Vezārat-e Difa' / Ministry of Defence | MOD                   | 1947        | auch ein Ministry for Defence Production (MODP, Rüstung)                                                                                                | وزیر دفاع Vazir-e Difa' / Federal Minister of Defence                                                                                         |
| Peru                    | Ministerio de Defensa | MINDEF                | 1987        | Viceministerios de Asuntos Administrativos y Económicos (Administration und Wirtschaft) und de Asuntos Logísticos y de Personal (Logistik und Personal) | Ministro de Defensa |
| Philippinen             | Department of National Defense / Kágawaran ng Tanggulang Pambansà | DND / KTP             | 1939        | | Secretary of National Defense |
| Polen                   | Ministerstwo Obrony Narodowej | MON                   | 1990        | | Minister obrony narodowej |
| Portugal                | Ministério da Defesa Nacional | MDN                   | 1974        | | Ministro da Defesa Nacional |
| Ruanda                  | Ministry of Defence | MOD                   |             | | Minister of Defence |
| Rumänien                | Ministerul Apărării Naţionale | MApN                  | 1972        | | Minister Apărării Naţionale |
| Moldau                  | Ministerul Apărării al Republicii Moldova |                       | 1992        | | Ministerul Apărării al Republicii Moldova |
| Russland                | Министерство обороны Российской Федерации Ministerstwo Obrony | Миноборо́ны Minobrony  | 1992        | | министр обороны Minister Obrony |
| Saudi-Arabien           | وزارة الدفاع Wizārad al-Difa' (Ministry of Defense) | MOD                   | 2011        | | وزير الدفاع Wazir al-Difa' |
| Schweden                | Försvarsdepartementet | FöD                   | 1920        | | Chef för Försvarsdepartementet (Försvarsminister)                                                                                             |
| Schweiz                 | Eidgenössisches Departement für Verteidigung, Bevölkerungsschutz und Sport / Département fédéral de la défense, de la protection de la population et des sports / Dipartimento federale della difesa, della protezione della popolazione e dello sport | VBS / DDPS            | 1848        | Portefeuilles: Verteidigung, Bevölkerungsschutz und Sport                                                                                               | Departementschef (auch Departementsvorsteher, Vorsteher oder Chef, allenfalls mit Zusatz „VBS“) / Chef du département / Capo del dipartimento |
| Serbien                 | Министарство одбране Ministarstvo odbrane / Ministry of Defense | МО [РС] / MOD         | 2006        | | Министар одбране Ministar odbrane |
| Singapur                | Ministry of Defence / Kementerian Pertahanan/ 国防部 Guófáng Bù/ தற்காப்பு அமைச்சு Taṟkāppu amaiccu | MINDEF                | 1970        | | Minister of Defence / Menteri Pertahanan/ 國防部部長 Guófángbù Bùzhǎng/ பாதுகாப்பு அமைச்சர் Pātukāppu amaiccar                                        |
| Slowakei                | Ministerstvo obrany / Ministry of Defense | MO [SR]               | 1993        | | Ministr obrany |
| Slowenien               | Ministrstvo za obrambo / Ministry of Defense | MO [RS]               | 1992        | | Minister za obrambo |
| Somalia                 | Wasaaradda Gaashaandhiga / Ministry of Defence / وزارة الدفاع Wizārad al-Difa' | MOD                   | 2012        | | Wasiirka Gaashaandhiga / Minister of Defence / وزير الدفاع Wazir al-Difa'                                                                     |
| Spanien                 | Ministerio de Defensa | –                     | 1977        | | Ministro de Defensa; |
| Sri Lanka               | රාජ්‍ය ආරක්ෂක හා නාගරික සංවර්ධන අමාත්‍යාංශය / பாதுகாப்பு மற்றும் நக அபிவிருத்தி அமைச்சு Pātukāpu maṟum nakara apiviruti amaicu / Ministry of Defence and Urban Development | MODUD                 | 2011        | Portefeuilles: Verteidigung und Stadtentwicklung | Minister of Defence |
| Südafrika               | Department of Defence | DOD                   | 1994        | Portefeuilles: Verteidigung und Veteranenangelegenheiten                                                                                                | Minister of Defence Military Veterans |
| Südsudan                | Ministry of Defence and Veterans Affairs | ?                     | 2011        | Portefeuilles: Verteidigung und Veteranenangelegenheiten                                                                                                | Minister of Defence |
| Thailand                | กระทรวงกลาโหม Krasuang Kalahom / Ministry of Defence | MoD                   | 1887        | | รัฐมนตรีว่าการกระทรวงกลาโหม Ratthamontri Wakan Krasuang Kalahom                                                                                  |
| Trinidad und Tobago     | Ministry of National Security | ?                     | ?           | Portefeuille: nationale Sicherheit (innere wie äußere)                                                                                                  | Minister of National Security: Minister of State                                                                                              |
| Tschechien              | Ministerstvo obrany / Ministry of Defense | MO [ČR]               | 1992        | | Ministr obrany |
| Türkei                  | Millî Savunma Bakanlığı (Nationales Verteidigungsministerium) | MSB                   | 1970        | | Millî Savunma Bakanar |
| Ungarn                  | Honvédelmi Minisztérium | HM                    | 1989        | | Honvédelmi miniszter |
| Vereinigte Staaten      | Department of Defense (The Pentagon) | DoD [USDOD]           | 1947        | | Secretary of Defense (SecDef) |
| Vereinigtes Königreich  | Ministry of Defence | MOD                   | 1964        | | Minister of Defence; Secretary of State for War, First Lord of the Admiralty, Secretary of State for Air                                      |
| Zypern                  | Υπουργείο Άμυνας Ipourgeío Áminas / Ministry of Defence | ΥΠΑΜ IPAM / MOD       | 1960        | | Υπουργός Άμυνας Ipourgós Áminas / Minister of Defence                                                                                         |

### Andere Ansiedlungen des Ressorts
- Andorra: Kompetenz im Verteidigungsfall bei der Govern (Regierung);[L 72] Unterstützung durch  Frankreich und  Spanien, vertreten im Copríncep laic (französischer Staatspräsident als gemeinsames Staatsoberhaupt) und dem Copríncep episcopal (Bischof von Urgell als Staatsoberhaupt und oberster Diplomat in Spanien);[42] kleines Milizheer (Sometent)[43]
- Barbados: Defence Force untersteht dem Prime Minister’s Office; Verteidigung im Rahmen des Regional Security System (RSS).[L 73][44]
- Costa Rica: im Verteidigungsfall beim Consejo de Gobierno (Regierung);[L 74] Oberbefehl der Fuerza Pública (Polizei, kann für Verteidigung herangezogen werden) beim Presidente (Regierungschef) oder dem dafür bestellten Minister[45]
- Dominica: Kein stehendes Heer seit 1981 (versuchter Militärputsch). Verteidigung im Rahmen des Regional Security System (RSS).[L 73][44] Police Force (dient im Spannungsfall als Militär) untersteht im Normalfall dem Minister of National Security, im Einsatzfall dem President und dem Prime Minister[46]
- Grenada: Kein stehendes Heer seit 1983 (US-Invasion). Verteidigung im Rahmen des Regional Security System (RSS).[L 73][44] Royal Police Force (dient im Spannungsfall als Militär) untersteht im Normalfall dem Prime Minister’s Office (der Minister of National Security berichtet diesem; dzt. überhaupt in einer Person), im Einsatzfall dem Governor General und dem Premier.[47]
- Guyana: Defence Force untersteht dem Office of the President[L 75]
- St. Kitts und Nevis: Royal Defence Force (SKNDF) untersteht dem Office of the Prime Minister[48] Verteidigung im Rahmen des Regional Security System (RSS).[L 73]
- St. Lucia: Kein stehendes Heer seit Staatsgründung 1979, Verteidigung im Rahmen des Regional Security System (RSS).[L 73][44] Royal Police Force (dient im Spannungsfall als Militär) untersteht im Normalfall dem Minister for National Security, im Einsatzfall dem Governor General und dem Premier.[49]
- St. Vincent und die Grenadinen: Kein stehendes Heer seit Staatsgründung 1979, Verteidigung im Rahmen des Regional Security System (RSS).[L 73][44] Royal Police Force (dient im Spannungsfall als Militär) untersteht im Normalfall dem Minister for National Security (derzeit in personam der Prime Minister), im Einsatzfall dem Governor-General und dem Premier.[50]
- Vatikanstadt/ Heiliger Stuhl (und  Kirchenstaat): Neutral, Landesverteidigung gemäß bilateralem Abkommen durch  Italien; Zuständigkeit beim Secretariatus Status der Curia; keine Streitmacht[51]

Sowie:
- Europäische Union: In der EU übernimmt die Europäische Verteidigungsagentur (EVA, „Europäische Rüstungsagentur“, European Defence Agency, EDA),[L 76] gegründet 2004, die Koordinierung der gemeinsamen Rüstungsaktivitäten der Mitgliedstaaten; keine militärische Befehlsgewalt, da es keine gemeinsame europäische Armee gibt • Leiter: Hoher Vertreter der EU für Außen- und Sicherheitspolitik (HV)

### Historische Behörden
Verteidigungs-, Armee- und Kriegsministerien, weitere militärische Ministerien und sonstige Ämter

nach Land (Vorgängerstaaten, Territorien und ähnliches bei den heutigen Staaten):
- Albanien: 1912–? Ministria e Luftës (Kriegsministerium); im mittleren 20. Jh. Ministria i Mbrojtjes Popullore (für Volksverteidigung)[52]
- Australien: 1915 Department of Navy (Marine); 1939 Department of Army und Department of Air (Luftverteidigung), alle jew. mit Ministerposten; 1973 dem DoD unterstellt; daneben 1917–1923 und seit 1929 Minister for Veterans' Affairs und 1987–2013 Minister for Defence Science and Personnel (Militärtechnologie und Personalangelegenheiten)
- Belgien: 1830/31 Ministerie van Oorlog/Ministère de la Guerre[12]
- Belize: früher Minister of Defence and Immigration (Verteidigung und Einwanderung)
- Bolivien: 1963 Ministerio de Defensa,[14] 2009 Ministerio de Defensa Legal del Estado; Name um 2013 auch Ministerio de Defensa Nacional[14]
- Bulgarien:  Fst.: 1879 Военни министър Voenni Ministar (Militärminister);  Bulgarien: 1912 Министерство на войната Ministerstvo na voinata (Kriegsministerium);  Bulgarien: 1947 Министерство на народната отбрана Ministerstvo na narodnata otbrana (Ministerium für nationale Verteidigung)
- Chile: 1811–12, 1814: Secretaria de Guerra; 1817 Ministerio de Guerra; 1818 Ministerio de Guerra y Marina (Krieg und Marine); 1924 Ministerio de Guerra und Ministerio de Marina; 1927 kurz  vereintes Ministerio de Defensa Nacional, dann beide wiederhergestellt; 1932 kurz mitsamt dem Subsecretaria de Aviación (Luftfahrt) dem Ministerio del Interior (Innenministerium) eingegliedert, dann kurz Ministerio de Guerra y Aviación und Ministerio de Marina, dann vereint
- Volksrepublik China/ Taiwan:  Kaiserreich China 617–1911 兵部 Bīngbù Kriegsministerium; 1906 陆军部 Lùjūn bù und 海军部 Hǎijūn bù (Armee und Marine);  Rep.: 1912 陸軍總長 Lùjūn zǒngzhǎng (Armeechef); 1925 軍事委員會 Jūnshì wěiyuánhuì (Militärausschuss);  China: 1928 軍政部 Jūnzhèng bù (Kriegsministerium; Amt: 軍政部長 Jūnzhèng bùzhǎng) 1946 國防部 Guófáng bù (Verteidigungsministerium; letztere werden ab 1912 zu der Vorgängern in der ROC gerechnet);  Volksrepublik China: 1949–54 中央人民政府人民革命军事委员会 Zhōngyāng rénmín zhèngfǔ rénmín gémìng jūnshì wěiyuánhuì (Revolutionärer Militärausschuss); Rüstung 1982 am 国防科学技术工业委员会 Guófáng kēxué jìshù gōngyè wěiyuánhuì / Commission for Science, Technology and Industry for National Defense (COSTIND); seit 2008 am 国家国防科技工业局 Guójiā guófáng kējì gōngyè jú / State Administration for Science, Technology and Industry for National Defense (SASTIND, einer Abteilung des 工业和信息化部 Gōngyè Hé Xìnxīhuàbù / Ministry of Industry and Information Technology, MIIT)
  -  Hongkong:  (britische Kronkolonie):Defence Branch of the Government of Hong Kong (Amt: Secretary for Defence); 1973 Security Branch;  (chinesische Sonderverwaltung): 1997 保安局 Bǎo'ān jú / Boungonguk / Security Bureau (Amt: 保安局局長 Bǎo'ān jú júzhǎng / Secretary for Security); besteht per 2002 weiter und untersteht dem 政務司司長 Zhèngwù sīsīzhǎng / Chief Secretary for Administration/Chief Secretary of Hong Kong
- Dänemark: 1660 Krigskollegium, dann Krigskancelliet, 1679 Generalitets- og Kommisariatskollegiet, 1848 Krigsministeriet; 1655 Admiralitetet, 1848 Marineministeriet (Admiralität/Marine); 1905 beide vereinigt zum Forsvarsministeriet, endgültig 1950[19]
- Deutschland:   Preußen/ Kaiserreich: 1808 Kriegsministerium • Leiter: Kriegsminister; // Deutsches Reich: 1919 Reichswehrministerium; 1935 Reichskriegsministerium; 1938 dem Oberkommando der Wehrmacht (OKW) unterstellt • Leiter: 1919–1938 Reichswehr-/Reichskriegsminister; daneben 1940 Reichsministerium für Bewaffnung und Munition, ab 1943 für Rüstung und Kriegsproduktion (Ministerium Speer); beide 1945 ersatzlos aufgelöst;  BR Deutschland: 1950 Beauftragter des Bundeskanzlers für die mit der Vermehrung der alliierten Truppen zusammenhängenden Fragen; 1955–1961 Bundesministerium für Verteidigung; 1964–1966 Bundesminister für Angelegenheiten des Bundesverteidigungsrates
  -  Deutsche Demokratische Republik: 1956 Ministerium für Nationale Verteidigung (MfNV); 1990 kurz Ministerium für Abrüstung und Verteidigung (MfAuV), dann dem Bundesministerium der Verteidigung eingegliedert
  -  Bayern: Kgr.: 1808 Ministerium für das Kriegswesen; 1817 Staatsministerium der Armee; 1822 Armee-Ministerium; 1826 Kriegsministerium; 1918 Ministerium für militärische Angelegenheiten;  1919 aufgelöst • Leiter: Kriegs-/Armee-/Militärminister
  -  Sachsen: Kgr.: 1831 Kriegsministerium; 1918 Ministerium für Militärwesen; 1919 aufgelöst • Leiter: Kriegsminister, dann Minister für Militärwesen
  -  Württemberg: Kgr.: 1806 Departement des Kriegswesen / Kriegsrat; 1806 Kriegsministerium; 1919 aufgelöst • Leiter: Präsident, dann Kriegsminister
  -  Hannover: Kurhannover/ Kgr.: 1714 an der Deutschen Kanzlei zu London; 1816 Kriegs-Kanzlei; 1831/32 Kriegs-Ministerium; 1866 aufgelöst • Leiter: Kriegsminister
  -  Hessen: Gfst.: 1821 Kriegsministerium; 1871 aufgelöst • Leiter: Kriegsminister
- Ecuador:[21]   1830 Jefatura de Guerra y Marina (Kriegs- und Marineamt); 1843 Ministerio de Guerra y Marina; //  1930 Ministerio de Guerra, Marina y Aviación (mit Luftfahrt)
- Estland: 1918 Sõjaministeerium (Kriegsministerium); 1929 Kaitseministeerium; 1937–1940 Sõjaministeerium, dann aufgelöst
- Finnland: 1918 anfangs Sota-asiaintoimituskunta (Amtstitel Sota-asiain toimituskunnan päällikkö, Amtsleiter Kriegsangelegenheiten), dann Sotaministeriö (Kriegsministerium); 1922 Puolustusministeriö
- Frankreich:  Kgr.: 1547 Secrétariat d’État de la Marine; (Kriegs- und Handelsmarine); erst 1589 Secrétariat d’État de la Guerre;  Rep./Kaiserr.: 1790/91 Ministère de la Guerre und de la Marine et des Colonies (Kolonien); 1848 kurz Ministère de la Guerre et de la Marine; 1928 Ministère de l’Air (Luftfahrt); 1932 kurz Ministère de la Défense nationale, dann zurück zum vorherigen Namen; 1934 kurz Ministère de la Défense nationale et de la Guerre, dann vorheriger Name; 1936 wieder Défense nationale et de la Guerre;  Vichy-Frankreich: 1940 kurz Ministre de la Défense nationale und Ministre de la Guerre, dann ein Secrétaire d’État à la Guerre; 1941 Défense nationale; 1943 de la Guerre; 1945 Ministère des Armées; ab 1940 auch  Forces françaises libres (1941–44 Amtstitel Commissaire);  Republik: 1946 Défense nationale, dann wieder de l’Armée; 1947 kurz Ministère de la Guerre, Ministère de la Force aérienne (Luftfahrt), dann auch mit dem Ministère de la Marine (Marine) endgültig zusammengelegt: Ministère de la Défense nationale; 1953 Ministère de la Défense nationale et des Forces armées; 1955 kurz Ministère de la Défense nationale und Ministère des Forces armées, dann wieder Défense nationale et des Forces armées; 1956 Défense nationale; 1957 Défense nationale et des Forces armées; 1958 ein Ministère des Forces armées, dann wieder Défense nationale, dann des Armées; 1969 Défense nationale; 1973 des Armées; 1974 Ministère de la Défense; 2010–2012 Ministère de la Défense et des Anciens Combattants (mit einem Veteranenministerium); 2012–2017 Ministère de la Défense
- Guatemala: 1871–1945 Secretaría de la Guerra
- Haiti:[22] 1. Kaiserr.: 1804 Ministère de la Guerre et de la Marine, 1806 aufgelöst; 2. Kaiserr./Rep.: 1843 wiederhergestellt; 1916 (US-Invasion) aufgelöst;  1941 Ministère de la Défense National; 1996 (Auflösung der Forces Armées d'Haïti) abgeschafft; 2011 (nach dem großen Erdbeben 2010) neu errichtet
- Indien:[53]  Britische Ostindien-Kompanie: 1776 Military Department of the Supreme Government of the British East India Company; 1833 Secretariat of the Government of the East India Company;  Britisch-Indien: 1906 Army Department, Military Supply Department (Beschaffung), letzteres 1909 wieder abgeschafft; 1938 Defence Department; : 1947 Ministry of Defence[54]
- Irak:  Kgr./ Rep.: ab 1920 وزارة الدفاع Wizārad al-Difa';  2004 interimistisch am Coalition Provisional Authority Office of Security Affairs (CPA); ab 2009 wieder offiziell in Betrieb
- Irland: 1919 anfangs als Minister for National Defence; 1919–22 als Secretary of State for Defence; 1924–1954 auch Commander-in-Chief als Chairman of the Council of Defence; 1993–97 als Ministry for Defence and the Marine (Verteidigung und Marine)
- Italien:  Sardinien: 17. Jh. Staatssekretär für Krieg im allgemeinen Staatssekretariat, 1697 separate Dienststelle des Staatssekretärs für Krieg, 1717 eigenes Staatssekretariat Segreteria di Stato e di Guerra; 1815 Segreteria di Guerra e di Marina, 1848 umbenannt in Ministero di Guerra e di Marina (Krieg und Marine); 1850 bzw. 1853 Marineministerium ausgegliedert, daneben verbleibt Ministero della Guerra;  Kgr. Italien: 1861 wird Kriegsministerium in Turin für territorial erweiterten Staat zuständig, 1865 Umzug nach Florenz, 1870 nach Rom; 1925 Ministero dell’aeronautica (Luftfahrt) aus Kriegsministerium ausgegliedert;  Sozialrepublik: 1943 bis 1945 Ministero della Difesa Nazionale;  Rep. Italien: 1947 gehen Ministerien für Krieg, Marine und Luftfahrt im Ministero della Difesa (Verteidigung) auf
- Japan: ab 6./7. Jh. (Asuka) 兵部省 Hyōbu-shō, Amtstitel: 兵部卿 Hyōbu-kyō (‚Lord‘);  Kaiserreich: 1872 陸軍省 Rikugun-shō (Heeresministerium, Amtstitel: 陸軍大臣 Rikugun daijin) und 海軍省 Kaigun-shō (Marine), dieses bis 1885 noch unterstellt; beide 1945 abgeschafft;  Rep.: 1947 防衛施設庁 (Defense Facilities Administration Agency); 1952 して保安庁 (National Safety Agency, Sicherheitsagentur); 1954 保安庁 Hoan-chō (Japan Defense Agency, JDA, Verteidigungsagentur); 1954–2007 防衛庁 Bōei-chō (Verteidigungsagentur), Amtstitel 国務大臣保安庁長官 Kokumu-daijin hoanchō-chōkan, ab 1954 国務大臣防衛庁長官 Kokumu-daijin bōeichō-chōkan
- Jugoslawien:  Kgr.: 1918 Министарство војске Ministerstvo vojske (Armee); 1919 Министарство војске и морнарице Ministerstvo vojske i mornarice (Armee und Marine); 1941–1945 im Exil Министар војске, морнарице и ваздухопловства Ministar vojske, mornarice i vazduhoplovstva (Armee, Marine und Luftfahrt);  Soz. Föd. Rep./Föd. Volksrep.:[55] 1943 Повереник за народну одбрану Poverenik za narodnu odbranu (Kommissar für nationale/Volksverteidigung);[56] 1945 Министар народне одбране Ministar narodne odbrane; 1953 Савезни секретаријат за народну одбрану Savezni sekretarjat za narodnu odbranu (Staatssekretariat);[56]  Bundesrep. (Serbien-Montenegro): 1992–2006 Министарство одбране Ministerstvo odbrane (Rechtsnachfolge bei Serbien) • Leiter: entsprechend Ministar/Poverenik/Savezni sekretar vojske/narodne odbrane/odbrane
- Kanada:  Dominion: ca. 1855 Minister of Militia / Ministre de la Milice (zuständig für die Freiwilligentruppe Canadian Militia / Milice canadienne); 1906 (Abzug der britischen Verbände) Department of Militia and Defence / Ministre de la Milice et de la Défense; 1921/22 Department of Militia and Defence and the Naval Service / Ministre de la Milice et de la Défense et du Service naval mit Abteilung Naval Services (Kriegsmarine, vorher seit 1911 Ministeramt im Department of Marine and Fisheries and the Naval Service / Ministère de la Marine et des Pêches et du Service naval); 1923  auch der Minister of Aviation (Luftfahrt, seit 1914) des Air Board eingegliedert
- Kolumbien:  Großkolumbien 1821 Secretaría de Guerra, Secretaría de Marina (Krieg, Marine);  Großkolumbien/ Neugranada ab 1828 Secretaría de Guerra y Marina;  1886–1965 Ministerio de Guerra y Marina; ziviler Minister seit 1991
- Lettland:  SSR 1918 Apsardzības ministrija (Verteidigung); 1922 Kara ministriju (Kriegsministerium); 1948 aufgelassen;  Rep.: 1991 wiedererrichtet
- Litauen: 1990–91 Krašto apsaugos departamentas (Departement für die Landesverteidigung)
- Mexiko: 1821 Ministerio de Guerra y Marina (Krieg und Marine); 1884 Secretaría de Guerra y Marina (Kriegs- und Marinesekretariat)
- Montenegro:  Fst./ Kgr.: 1879 Министарство војни Ministarstvo vojni; dann  Jugoslawien: dem Министарство војске Ministerstvo vojske eingegliedert; nach dessen Zerfall 2006 neuerrichtet
- Neuseeland: 1863 Minister for Colonial Defence; 1872–1884 beim Eingeborenenminister (teils als Minister of Native Affairs and Defence); im 2. WK ein War Cabinet zusammen mit Minister of National Service (Wehrpflicht), Minister of Supply and Munitions (Rüstung), Minister in Charge of War Expenditure (Kriegsfinanzen), Minister of Armed Forces and War Co-ordination
- Niederlande:  Batavische Republik: 1798 Uitvoerend Bewind van Oorlog und van Marine (Ausführender Direktor für Kriegswesen/die Marine); 1801 Staatsbewind van Oorlog, van Marine (Staatsdirektor); : 1813 Ministerie van Oorlog (Kriegsministerium), Ministerie van Marine, 1928 gemeinsames Ministerie van Defensie; 1941 Ministerie van Oorlog, Ministerie van Marine (aufgespalten, meist gemeinsamer Amtsträger); ab 1956 Titel Minister voor Defensie
- Norwegen: : 1814 6. departement(auch Militære departement, Departementet for krigsadministrasjonen, für Verteidigungsfragen, Feuer- und Lotsenwesen); 1815 Departement for landforsvaret (Armédepartementet, Landesverteidigung) und 7. departement (Marine); : 1885 Zusammenlegung
- Österreich: ab Maria Theresia Agenden bei der Haus-, Hof- und Staatskanzlei;  Österreich: 1804 Minister für das gesammte Heerwesen zu Land und die Seemacht (Kabinettsminister) im Reichsrat;[57] : 1867 k.k. Ministerium für Landesverteidigung (für Cisleithanien, Titel meist Landwehrminister) und Reichskriegsministerium, dieses ab 1911 k.u.k. (gemeinsames) Kriegsministerium; : 1918 Staatsamt für Heereswesen, 1920 Bundesministerium für Heereswesen, 1936–38 Bundesministerium für Landesverteidigung; 1945 Amt für Landesverteidigung (Sektion im Bundeskanzleramt); 1956 Bundesministerium für Landesverteidigung
- Philippinen: Titel 1897–99 Minister of War, dann in der amerikanischen Besatzung abgeschafft; 1939 Secretary of National Defense; 1941 Secretary of National Defense, Public Works, Communications and Labor (mit öffentlichen Arbeiten, Kommunikation und Arbeit); 1944 Secretary of National Defense and Communications; 1946 Secretary of National Defense; 1978 Minister of National Defense; 1986 wieder Secretary of National Defense
- Peru: : 1821 Ministerio de Guerra y Marina; getrennt 1920 Ministerio de Guerra, Ministerio de Marina, letzteres 1929 Ministerio de Marina y Aviación und 1941 geteilt Ministerio de Marina, Ministerio de Aviación; sowie ein Secretaría de Defensa Nacional; alle 1987 vereinigt
- Polen:  Herzogtum Warschau/ Kongresspolen: 1807 Minister wojny (Kriegsminister);  2. Rep.: 1818 Minister Spraw Wojskowych (Militärangelegenheiten); Exilregierung ab 1942: Minister Obrony Narodowej [na uchodźstwie]; 1979 wieder Spraw Wojskowych [na uchodźstwie];  Volksrep.: 1944 Minister Obrony Narodowej
- Portugal:  Kgr.: 1736 Secretaria de Estado dos Negócios Estrangeiros e da Guerra (SENEG, Staatssekreteriat für auswärtige Angelegenheiten und für Krieg) und Secretaria de Estado dos Negócios da Marinha e Domínios Ultramarinos (auch Secretaria de Estado da Marinha e Conquistas/Ultramar/Colónias, Staatssekreteriat für Angelegenheiten der Seefahrt und Überseegebiete); /: 1822 Secretaria de Estado dos Negócios da Guerra herausgestellt (Staatssekreteriat für Kriegsangelegenheiten), Ende des 19. Jh. zunehmend Ministério da Guerra (MG) genannt, Amtstitel Ministro e secretário;  Rep.: 1910 Amtstitel Ministro da Guerra; 1950–74 Amt des Ministro da Defesa Nacional, aber ohne Behörde des Namens: zu der Zeit Ministério do Exército (ME) (Armeeministerium); Marineangelegenheiten 1982 endgültig eingegliedert
- Rumänien:  Fst./ Kgr. 1862 Ministerul de Război (Kriegsministerium); 1930 Ministerul Armatei (Armeeministerium);  1932 Ministerul Apărării Naționale (Nationalverteidigung); 1944 Ministerul de Război;  Rep. 1947 Ministerul Apărării Naționale; 1950 Ministerul Forțelor Armate (Streitkräfte); 1972 wieder Apărării Naționale
- Russland:  Zarenreich: 1535 Разрядный приказ urkundlich; 1717 Военная коллегия Vojennaja Kollegija (Militärkollegium) und 1718 Адмиралтейств-коллегия Admiraltejstew-Kollegija (Admiralskollegium); 1802/12 Министерства военных сухопутных (Военное министерство), Ministerium der Landstreitkräfte/Heeresministerium und департамент министра морских (Ministerialabteilung Marine, dieses 1815 Морское министерство, Marineministerium);  Sowjetrussland: 1917 Комитет по военным и морским делам (Ausschuss für Angelegenheiten des Militärs und der Marine), dann Народный комиссариат по военным делам (Наркомвоен, Volkskommissariat für militärische Angelegenheiten); 1923 Народный комиссариат по военным и морским делам (Volkskommissariat für Angelegenheiten des Militärs und der Marine); 1934 Народный комиссариат обороны (Volkskommissariat für Verteidigung); 1953 Министерство обороны (Verteidigungsministerium);[58]
- Saudi-Arabien: 1943[59] وزارة الدفاع والطيران (MODA, Verteidigung und Luftfahrt); bis 2011[60]
- Schweden: 1840 [Kungliga] Lantförsvarsdepartementet und Sjöförsvarsdepartementet (Seemacht), 1920 zusammengelegt • Leiter: 1840–1920 Lantförsvarsministrar (Krigsministrar); Abteilung: Expeditionschefer[32]
- Schweiz: 1848 Militärdepartement; 1979 Eidgenössisches Militärdepartement (EMD)
- Serbien: Prov. Reg. 1811–1813 Попечитељ војених Popečitelj vojenih (Armeeminister)[61];  Fst./ Kgr.: 1834 Попечитељ војених Popečitelj vojenih; 1838 kurz Шеф канцеларије војених Šef kancelarije vojenih (Chefkanzler); dann Војни шеф главног војног штаба Vojni šef glavnog vojnog štaba (Generalstabschef); 1859 Начелник Главне војне Načelnik Glavne vojne'; 1862 Министарство војске Ministarstvo vojske; dann  Jugoslawien: dem Министарство војске Ministerstvo vojske eingegliedert; nach dessen Zerfall 2006 in Rechtsnachfolge
- Singapur: 1965 Ministry of Interior and Defence (Inneres und Verteidigung); 1970 getrennt in Ministry of Home Affairs und of Defence
- Slowakei: bis 1918 Teil von  Ungarn (Transleithanien); bis 1992 bei Tschechoslowakei
- Slowenien: 1990–92 Amtsbezeichnung Republiški sekretar za ljudsko obrambo (Sekretär für Volksverteidigung)
- Spanien:  Kgr.: 1808 Despacho de Guerra (Kriegskanzlei, Amt: Secretaría del Despacho de Guerra) und Despacho de Marina de España (Marinekanzlei); 1834 Ministerio de Guerra; 1851 Ministerio de Marina de España; / Rep.: 1936 gemeinsames Ministerio de Guerra; 1939 getrennt zu Ministerio del Ejército, Ministerio de Marina, Ministerio del Aire (Armee, Marine, Luftverteidigung)
- Sri Lanka:[36] 1948 Ministry of External Affairs and Defence (Auswärtiges und Verteidigung); 1977 රාජ්‍ය ආරක්ෂක අමාත්‍යාංශය> / பாதுகாப்பு மற்றும் அமைச்சு Pātukāpu maṟum amaicu / Ministry of Defence
- Südafrika: 1919 Ministry of Defence and Military Veterans (Verteidigung und Veteranenangelegenheiten), dafür das Department of Military Veterans (DMV), heute unterstellt aber nicht mitgenannt[37]
- Tschechoslowakei: 1918 Ministerstvo národní obrany (Nationales Verteidigungsministerium); gilt allgemein als Vorläufer in Tschechien, während die Slowakei ab 1993 zählt[39]
- Ungarn: vor 1848 gemeinsam mit Österreich; ab 1848 Agenden diverser ungarischer Minister; : 1867 (Ausgleich) M.k. Honvédelmi Minisztérium / K.u. Honvedministerium
- Vereinigte Staaten: 1789 War Department, 1798 Navy Department (Kriegsmarine); diese 1945 vereinigt; 1947 Department/Secretary of Defense (mit US Air Force, Geheimdiensten u. a.)
- Vereinigtes Königreich:  England/ Großbritannien/ Vereinigtes Kgr.: schon um 1400 Admiral of England / Lord Admiral; 1546 Council of the Marine (Marinerat), 1628 Board of Admiralty / The Admiralty (Admiralität); 1684 War Office (Kriegsamt);  1912 Air Committee (1917 Air Ministry, Luftfahrt); 1936 Minister for Coordination of Defence (Minister zur Koordinierung von Verteidigungsangelegenheiten); 1940 Minister of Defence (anfangs verbundes Amt des Premiers, ab 1946 dieser der Kabinettsminister); 1947 War Office zum Ministry of Defence umgewandelt; 1963/64 Ministry of Defence (Armee), Admiralty (Marine), Air Ministry (Luftwaffe) zusammengelegt (insgesamt 5 Ministerämter)